# سرزمین شیرین
سرزمین شیرین (انگلیسی: Sweet Country) یک فیلم به کارگردانی وارویک تورنتون است که در سال ۲۰۱۷ منتشر شد. از بازیگران آن می‌توان به سام نیل اشاره کرد.